# ليندن كينغ
ليندن كينغ (بالإنجليزية: Linden King)‏ هو لاعب كرة قدم أمريكية أمريكي، ولد في 28 يونيو 1955 في ممفيس في الولايات المتحدة.

## وصلات خارجية
- ليندن كينغ على موقع مرجع كرة القدم المحترفة.كوم (الإنجليزية)